# Fabiola Guajardo
Fabiola Guajardo  (Monterrey, Új-León, Mexikó, 1987. január 5. –) mexikói színésznő, modell.

## Élete és pályafutása
1987. január 5-én született Monterreyben. 
2007-ben kezdett modellkedni. Első szerepét az Esperanza del corazón című sorozatban kapta. 2012-ben Paola szerepét játszotta a Por ella soy Eva című telenovellában. Ugyanebben az évben Norma szerepét játszotta a Könnyek királynője című sorozatban. 2013-ban megkapta Brigitte szerepét a De que te quiero, te quieróban.

## Filmográfia
| Év        | Eredeti cím                 | Magyar cím         | Szerep                  | Magyar hang       |
| --------- | --------------------------- | ------------------ | ----------------------- | ----------------- |
| 2011      | Esperanza del corazón       |                    |                         |                   |
| 2012      | Café Cea                    |                    | Brenda                  |                   |
| 2012      | Por ella soy Eva            |                    | Paola Legarreta         |                   |
| 2012-2013 | Corona de lágrimas          | Könnyek királynője | Norma                   | Laudon Andrea     |
| 2013      | Nueva vida                  |                    |                         |                   |
| 2013-2014 | De que te quiero, te quiero |                    | Brigitte Garcia Pabuena |                   |
| 2014-2015 | Yo no creo en los hombres   |                    | Isela Ramos Cabrera     |                   |
| 2015-2016 | Pasión y poder              | Szeretned kell!    | Gabriela Díaz Vallado   | Laudon Andrea     |
| 2016      | ¿Qué culpa tiene el niño?   |                    | Daniela                 |                   |
| 2016-2017 | La candidata                |                    | Florencia               |                   |
| 2017      | Enamorandome de Ramón       | Szerelmem, Ramón   | Sofia                   | Andrusko Marcella |
| 2019      | Preso No. 1                 |                    | Carolina (fiatalon)     |                   |
| 2021      | Buscando a Frida            |                    | Silvia Cantú            |                   |
| 2022      | Los ricos también lloran    | A gazdagság ára    | Soraya Montenegro       | Kereki Anna       |
| 2024      | La historia de Juana        |                    | Camila Montes           |                   |
| 2025      | La jefa                     |                    | Gloria Guzman           |                   |